# Henri Brocard
Pierre René Jean Baptiste Henri Brocard (Vignot, 12 maggio 1845 – Bar-le-Duc, 16 gennaio 1922) è stato un matematico francese che, insieme a Émile Lemoine e Joseph Neuberg, viene considerato uno dei fondatori della moderna geometria del triangolo.
Diventò ufficiale delle forze armate e si occupò anche di meteorologia. Brocard si dedicò alla geometria, in particolare allo studio del triangolo, a lui si deve la scoperta dei punti, dell'angolo, del cerchio e dei triangoli che portano il suo nome. Nel 1881 partecipò al Congresso di Algeri durante il quale dimostrò che il cerchio di Brocard passa per sette punti notevoli; per questo il cerchio di Brocard viene anche detto cerchio dei sette punti.
Nel 1876 ha posto il problema di Brocard, ancora insoluto, che chiede se le uniche soluzioni dell'equazione diofantea n!+1=m2 siano (4, 5), (5, 11) e (7, 71).